# 乐从镇东区
乐从镇东区是指中華人民共和國廣東省佛山市順德區乐从镇中心的东部位置。该地区原为腾冲、沙滘、路州等村的边缘地段，后并入乐从镇中心管理规划。

## 概况
乐从镇东区面积2.15平方公里，本地户口人数约为3300人（2008年6月），总户数约为8000左右。乐从塑料市场即在该区域，另有乐从中学、陈登职业中学、岑松江夫人小学等。乐从文化广场则在东区的南部。

## 楼层资料
农行宿舍、宏盛楼、金信楼、华兴楼、新华村一期、新华村二期、暖洋楼、交管所宿舍、置德豪庭、喜联大厦、新力楼、工商行宿舍、新怡村、新宁楼、旭翠庭、恒业豪庭、祥景楼、紫荆楼、盈翠园、紫荆南苑、乐宜居、湖畔湾一期、湖畔湾二期、腾兴楼、耀兴楼、锦兴楼、东汇名苑、乐德居、乐泰居、和兴楼、乐豪居、达丰豪庭、达丰华庭、富景楼、晋源大厦、东怡美居、乐华楼、乐晴居、贤德居、前景楼、华逸豪庭、佛山奥园、顺联新城花园、富德居、金宇名都（竣工於2009年）。